# I Classici di Walt Disney
I Classici di Walt Disney is een maandelijkse Italiaans stripuitgave in pocketformaat. Er zijn in Italië twee reeksen uitgegeven die de naam I Classici di Walt Disney dragen. De eerste reeks liep van 1957 tot 1976 en telde 71 nummers. De tweede reeks loopt vanaf 1977 tot heden en telt per januari 2013 434 nummers. Tot 1988 zijn de boekjes uitgegeven door Arnoldo Mondadori Editore, en sindsdien door Disney Italia. I Classici di Walt Disney werd en wordt bijna volledig gevuld met herdrukken van verhalen die voor het eerst verschenen in Topolino, de Italiaanse tegenhanger van het weekblad Donald Duck.
De nummers 1 tot 58 van de eerste reeks hadden nog geen rugnummer. De oneven nummers van 1 tot 67 van de tweede reeks waren herdrukken van delen uit de eerste reeks. Tot en met deel 56 van de tweede reeks (1981) werden de afzonderlijke verhalen in de boekjes, die doorgaans weinig met elkaar te maken hadden, met elkaar verbonden door een frameverhaal. Tot nummer 185 van de tweede reeks (1992) had elk deel een eigen titel. Vanaf nummer 186 dragen de delen geen titel meer en wordt de reeks omgedoopt tot I Classici Disney.
De Donald Duck Pockets, behalve in Nederland ook uitgeven in onder meer Duitsland, Denemarken, Noorwegen, Zweden, waren tot in de vroege jaren 80 vaak vertalingen van nummers uit de eerste en tweede reeks van I Classici di Walt Disney. In Nederland behoren hier veel pockets uit de eerste en tweede reeks toe.